# 1920-те
1920-те са третото десетилетие на 20 век, обхващащо периода от 1 януари 1920 до 31 декември 1929 година. В Канада и САЩ годините са наричани „Бурните („ревящите“) двадесети (години)“ (Roaring Twenties), в Европа – като „Златните двадесети“, а във Франция – като „Лудите двадесети“.

## Политика и икономика
След края на Първата световна война много държави в Европа са в криза. Русия напуска войната след Октомврийската революция и на 30 декември 1922 е сформирана държава от нов, социалистически тип: СССР. Малко по-късно, на 21 януари 1924 година, умира нейният основател Владимир Илич Ленин. Също през 1922 година Бенито Мусолини става министър-председател на Италия, което бележи началото на идването на фашизма в Европа. След войната през 1919 година е създадено Обществото на народите, което да функционира като правителство на правителствата, като разрешава споровете между отделните държави по открит и законен начин. То играе важна роля в периода между двете войни. Япония разширява влиянието си в Азия. В САЩ започва урбанизация и населението в градовете за първи път надминава това в селата и аграрните райони.
В САЩ е обявен сухият режим, който трае от 1919 до 1933 година и представлява забрана за производство и продажба на алкохол. Това води до разрастването на контрабандата, като особено известен бандит от това време е Ал Капоне.
В България през 1923 година избухва Септемврийското въстание, а през 1925 година е организиран Атентата в църквата „Света Неделя“.

## Изкуство и технологии
Чарлз Линдберг става първият човек, прелетял сам през 1927 година Атлантика без прекъсване, от Ню Йорк до Париж. Warner Brothers слагат край на нямото кино и пускат първия озвучен филм, а веднага след това и първият „говорещ“ филм – „Джаз певецът“ през 1927 година. През 1929 година излиза първият цветен говорещ филм. Известни писатели от този период са Ърнест Хемингуей, Франсис Скот Фицджералд, Ерих Мария Ремарк и Джон Стайнбек.
Това са годините на разцвет на джаза и чарлстона, които се считат за провокативни и неприлични за времето си. За първи път в историята женските рокли се скъсяват над глезена и също така жените подстригват косите си късо. През 1920 г. Коко Шанел лансира модата на „придобиването на загар“, което води до нов модел бански костюми.
| Българските филми през десетилетието |                                                    |                                                                                        | | |
| 1920                                 | 1921 1. Виновна ли е? 2. Дяволът в София 3. Лиляна | 1922 1. Бай Ганьо 2. Военни действия в мирно време 3. Момина скала 4. Под старото небе | 1923 | 1924 1. Чарли Чаплин на Витоша                                                                                     |
| 1925 1. Коварната принцеса Турандот  | 1926 1. Курортен сън                               | 1927 1. В ноктите на порока 2. Човекът, който забрави Бога                             | 1928 1. Весела България 2. Когато любовта говори 3. Любов и престъпление 4. Пътят на безпътните 5. Сърцето на България | 1929 1. Беловърха Витоша 2. Най-вярната стража 3. Пленникът от Трикери 4. След пожара над Русия 5. Улични божества |